# 푸른 옷소매
"푸른 옷소매"는 1991년에 개봉한 대한민국의 영화이다.

## 캐스팅
- 이종원 : 종원 역
- 하유미 : 레이 역
- 허준호 : 베트콩 민 역
- 안종환 : 김 중위 역
- 이종래
- 권용운
- 김의상
- 김석훈
- 이환지
- 김정식
- 김상균
- 장선숙
- 김선영